# Campionati canadesi di sci alpino 1973
I Campionati canadesi di sci alpino 1973 si disputarono a Thunder Bay; furono assegnati i titoli di slalom gigante e slalom speciale, sia maschili sia femminili, e di combinata femminile.

## Risultati
| Specialità      | Uomini        | Donne          |
| --------------- | ------------- | -------------- |
| Slalom gigante  | Jim Hunter    | Betsy Clifford |
| Slalom speciale | Paul Carson   | Betsy Clifford |
| Combinata       | non assegnato | Betsy Clifford |